# Ренука

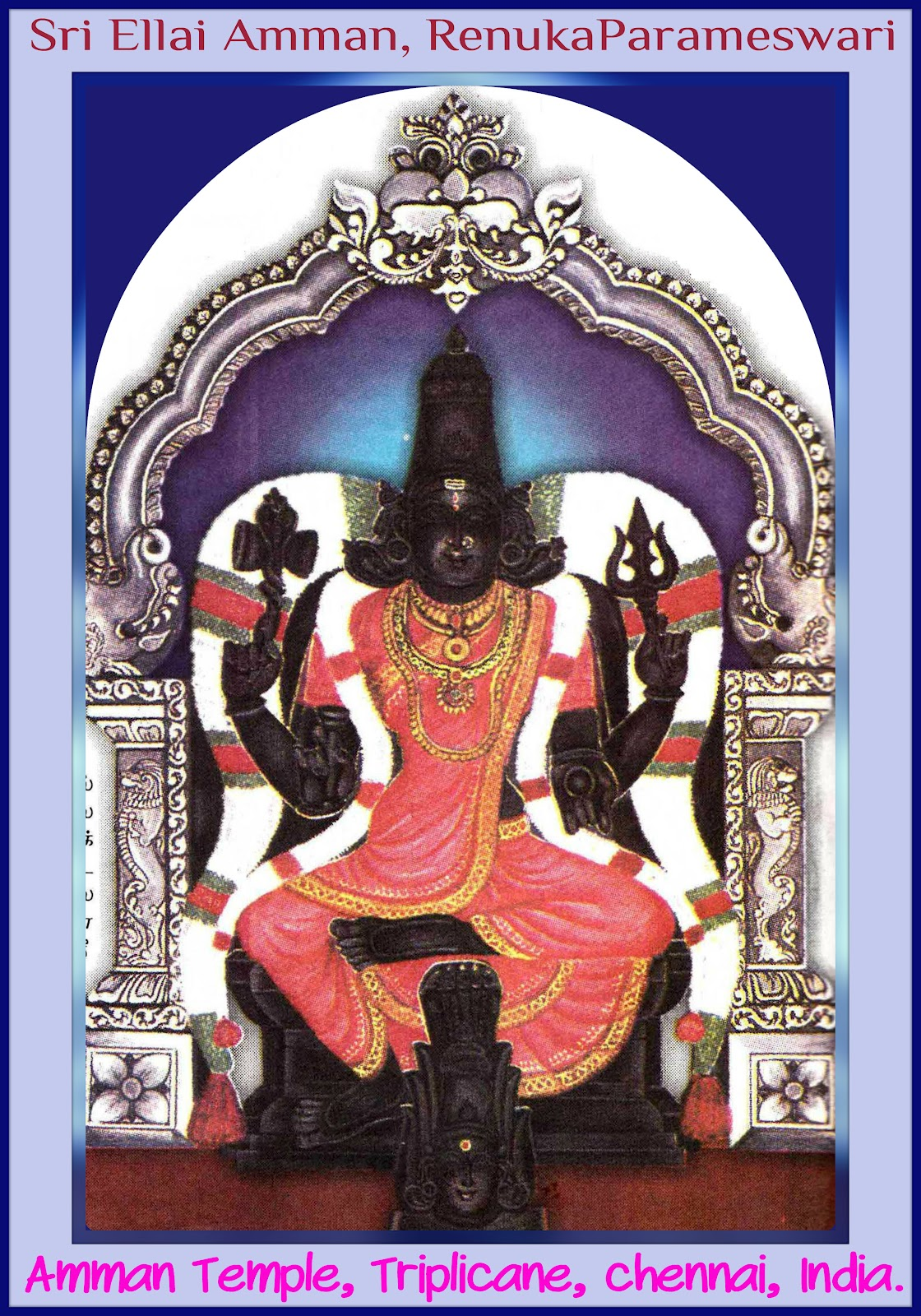
Шрі Еллай Амман, храм Ренукапарамешварі в Тріплікані, Ченнай, Таміл Наду

Ренука або Йеламма або Еквіра  (маратхі: श्री रेणुका / येल्लुआई, Каннада: ಶ್ರೀ ಎಲ್ಲಮ್ಮ ರೇಣುಕಾ, телугу: శ్రీ రేణుక / ఎల్లమ్మ) поклоняються як богині полеглих, в індуїстському пантеоні. Йеламма є покровителем  Андхра-Прадеш, Карнатака і Таміл Наду. Її віддані шанують як «Мати Всесвіту» або Джагадамба.
Легенди кажуть, що Йеламма є втіленням Калі, яка з одного боку, символізує смерть его, а з іншого боку, це мати, яка жаліслива до її дітей. Ренуці також поклоняються в Махараштрі, як богиня Еквіра і розглядається як Куладевата у народу Колі, етнічній групі, яка проживає у Раджастані та інших північних штатах.
Йеламмі поклонялися в основному в Південній Індії, в тому числі у штатах Карнатака, Таміл Наду, Андхра-Прадеш і Махараштра, де божество відоме під багатьма іменами: Маханкалі, Йогамма, Сомаламма, Гундамма, Почамма, Майсамма, Джагадамбіка , Холійамма,  Ренукаматта,  Йеламма,  Маріамма і  Ренука Деві,  Еллай  Аммам .

## Історія походження
Легенди про Ренуку містяться в епосі Махабхарата, Харівамші і в Бгагавата Пурані.

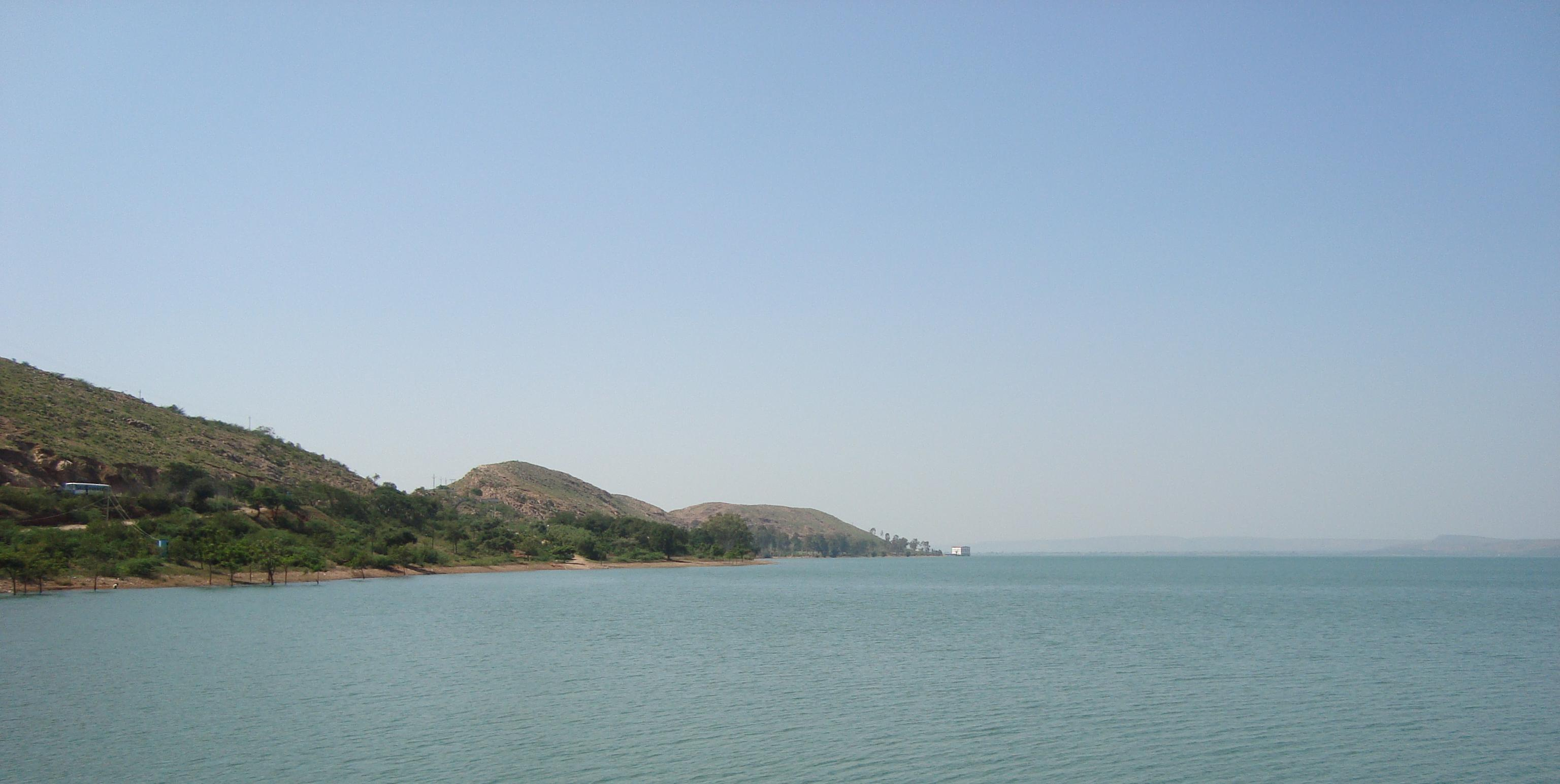
Ренука Сагара, Малапрабха, Саундатті, Північна Карнатака

### Раннє життя
Ренука Раджа (батько Ренуки) виконує яджню - цілий ритуал виконується для підтримки миру і доброго здоров'я. Він був благословенний  дочкою, яка виникла від вогню жертвопринесення. Ренука був яскравою і активною дитиною і стала найулюбленішою у своїх батьків.
Коли їй було вісім років, Агастья, який був гуру  Ренука Раджі, порадив йому, щоб його дочка вийшла заміж, щоб Джамадагни, коли вона досягла зрілості. Джамадагни був сином Ruchik Муні і Сатьяваті і отримав благословення богів, виконуючи важкі покаяння. Ренука і Jamdagni Муні жив у Ramshrung горах, недалеко від сьогоднішнього дня Savadatti площа Belgaum району. Ренука допомогли Jamdagni Муні у всіх його завдань виконувати різні ритуали і пуджа. Поступово вона стала близьким і дорогим для Jamdagni.
Після того, коли народилася Ренука, Ренука Радж був благословенний ще одною дочкою, яку назвали Анджана Деві.
Ренуці хотілося любові і дочки, тому вона вийшла заміж, і вона була благословлена дочками, і це було відомо дочці ім'я починається з S. ...
Ренука прокидався рано вранці скупатися в річці Малабрабха з повною концентрацією і відданістю. Її відданість була настільки потужною, що вона була в змозі створити банк, щоб утримувати воду тільки з піску, один свіжий горщик щодня. Вона б заповнити цей горщик, на березі річки, і буде використовувати змію, яка була поруч, перетворивши її в мотузку, як згортки і розміщення його на голову, так що вона підтримує банк. Таким чином, вона принесла воду Джамдагні як жертвопринесення. ("Ренука" походить від санскрит - "дрібна піщинка".) Ренука храм розташований в районі Заманія, Гхазіпур. було відомо, що вона була благословлена з дітьми

### Пізніше життя
Ренука народила п'ятьох синів: Васу, Вішва Васу, Брігудйану, Брутваканва і Рамбхадра. Рамбхадра був наймолодшим і найулюбленішим, отримав прихильність Господа Шиви і Парваті і, отже, називається Парашурама (шосте втілення Вішну).
Одного разу, коли Ренука вийшли до річки, вона побачила, гандхарви  грають. Це були молоді пари, які безтурботно гуляли у воді, з енергією. На мить вона втратила концентрацію і відданість і почала мріяти про гру в річці із своїм чоловіком. Через деякий час Ренука отямилася і проклинала себе за необачність. Вона поспішно купалася, і втратила дорогоцінний час, і намагалися створити банк, але була не в змозі, бо втратила концентрацію. Вона навіть намагалася зловити змію, але вона зникла. Розчаровані цим, вона повернулася в Ашрам від сорому. Коли Ренука повернулась з порожніми руками, Джамадагні розлютився і гнівно наказав їй піти.
Після прокляття чоловіком, Ренука пішла на схід і сіла у лісі, щоб медитувати. У своєму покаянні, вона зустрілася зі святими Екнат і Йогінат; вона молилася до них і запитала, щоб отримати милість чоловіка. Вони спочатку втішали її, а потім доручили їй дотримуватися їхніх порад. Вони сказали їй, щоб очистити себе, першим купанням в прилеглому озері, а потім, щоб поклонятися Шівалінга, яке вони дали їй. Далі, вона повинна піти в сусіднє місто і просити рису з будинків (цей ритуал, званий "Йога Бедоду", як і раніше здійснюється жінками протягом певного місяця в штаті Карнатака). Після збору рису, вона повинна була віддати половину святим і варити залишилася половини, додавши, неочищений пальмовий цукор, куштуючи варений рис з повною відданістю. Вони сказали, що якщо вона виконала цей ритуал протягом трьох днів, вона зможе відвідати чоловіка на четвертий день.

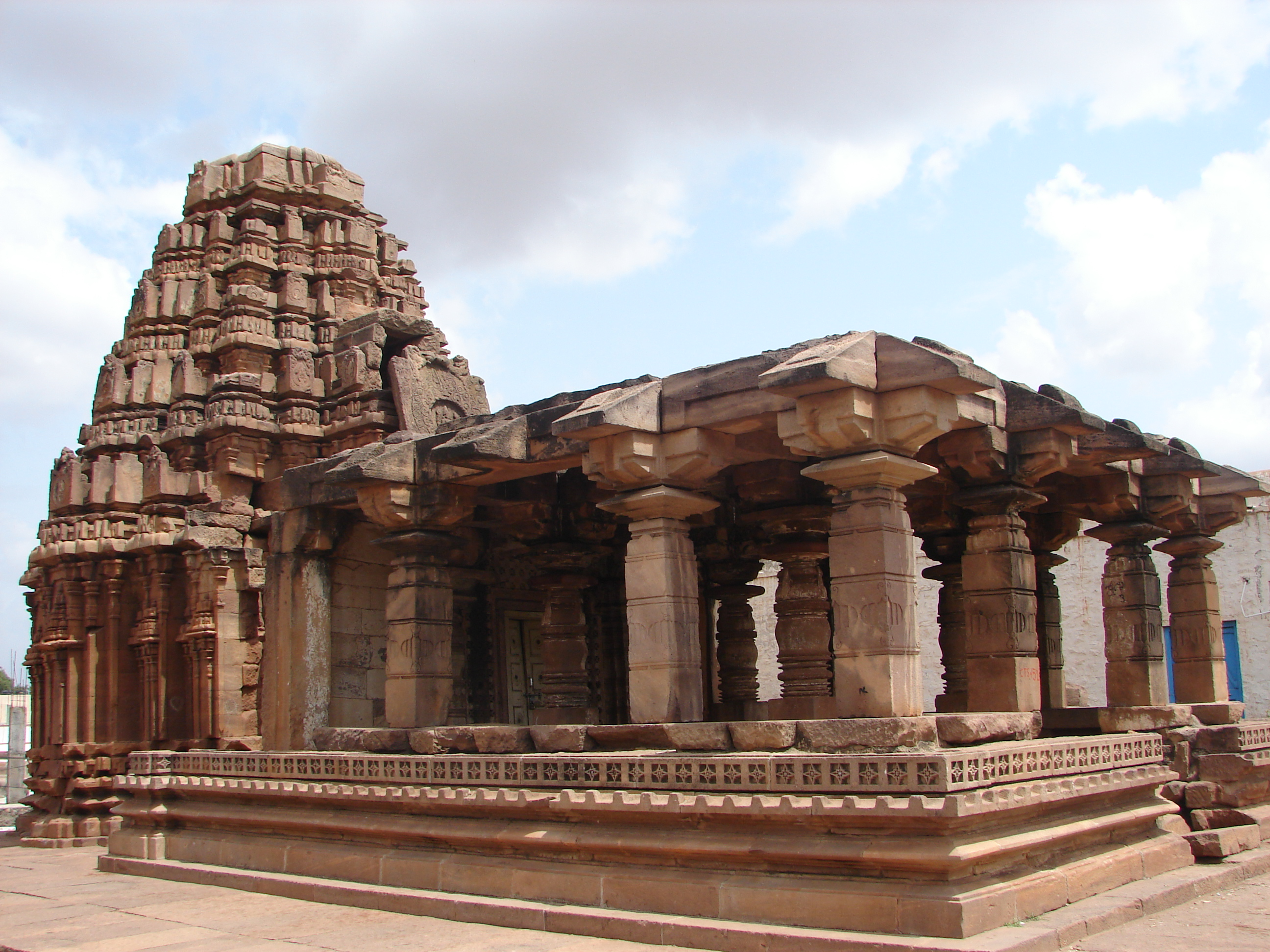
Храм Йеламми у Бадамі

Знаючи гнів Джамадагні, вони попередили її, що вона не може бути повністю помилувана, і що їй доведеться випробувати найважчий час її життя протягом декількох хвилин. "Після цього", вони сказали: «Ви будете вічно шанованих і буде благословенний з вашим чоловіком. Ви будете поклонятися всі люди надалі. "Після, благословляючи її таким чином, вони зникли. Ренука слідували їх інструкціям з відданістю і поклонялися Шівалінгаму з повною турботою і повагою. На четвертий день, вона пішла до чоловіка.

### Покарання та воскресіння
Джамадагні був досі несамовито сердитий на Ренуку і наказав своїм синам, щоб покарати її. Один за іншим, чотири з них категорично відмовилися. Джамадагні, хто мав владу, щоб спалити дотла будь-якого з його одним поглядом, був такий злий, що він перетворив четверо його синів на чотири купи попелу. Парашурама, який не був там, коли це сталося, застав матір, яка  плакала на купи попелу, коли він приїхав. Джамадагні сказав йому, що сталося, і наказав йому обезголовити його матір за її невірність. Парашурамі довелося думати швидко. Знаючи повноваження свого батька і ступінь його гніву, Парашурама негайно послухався батька, використовуючи свою сокиру.
Його батько тоді запропонував, що  його мати і братів повинні бути повернуті до життя. На подив усіх, дух Ренуки, помноженої і переїхав в різних регіонах. Ренука повернувся в цілому теж. Це диво надихнуло її синів і інших, щоб стати її послідовників, і поклоняються їй.

### Ренука проти Йеламми
У багатьох традиціях Ренука Yellamma і приймаються за дві назви для тієї ж богині. Однак є й усна традиція, яка відрізняє між ними. Згідно з цими казками, Ренука втік до нижчої касти спільноти, коли її син Parushurama йшов, щоб убити її. Він знайшов її і обезголовлений, поряд з низькою касти жінку, яка намагалася захистити її. Пізніше, коли він повернув їх до життя, він помилково прикріплений голову жінки до тіла Ренука, а навпаки. Джамадагни прийняв колишній, як його дружина Ренука, а другий ще належить поклонялися нижчих каст, як Йеламма, матері всіх. Матангі, Ренука і Йеламма всі імена Богині.

## Храми і об'єкти
Щороку, є збір цілих 200 000 її відданих Йеламма Гуді храму  в Саундатті.
Ще один дуже знаменитий храм Ренука Йеламма знаходиться в Бідарахаллі, Гадаг, Карнатака. Віддані з іншого регіону приходять до храму на місяць Картіка, щоб святкувати Картік Ренука-Йеламма. Вважається, що після вступу в шлюб з  Джамадагні Ренука  жила в цьому місці. Ренука  вранці  робила омовіння в річці Холлі Тунгабхадра. Із повної концентрацією та відданістю наповняла горщик, який вона використовувала для підготовки з піску на березі річки, і буде тримати змію, яка була там, і перетворити його на згортки і помістити його на голову так, щоб вона підтримувала горщик. Вона купила горщик Джамадагні для здійснення ритуалів.
Інший храм Ренукамби знаходиться на вершині пагорба в Чандрагупті, Сораба Талук в м. Шімога. Цей храм є прикладом давньої архітектури і сходить до Кадамба. Інший храм знаходиться в Махур, Махараштра, передбачуване місце народження богині, яка згадується в Гіта Деві, остання глава Деві Бгагаватам, як "Матріпура в  горах Сахьядрі, тут мешкає Деві Ренука ... "  Один з храму Ренука Деві Чандвад в Насіка. Храм був побудований Її Високість Махарані Ахілья Деві Холкар з Індор
Існує велике місце паломництва Колхапура на півдні країни. Тут Лакшмі Деві завжди перебуває.  Ще один храм Деві знаходиться на Дхамнанд-Посаре, Талука: Кхед,  Ратнагірі, Махараштра відомий як "Деві Йалубай"
Інший храм став знаменитим - Налгонда, Андхрапрадеш.

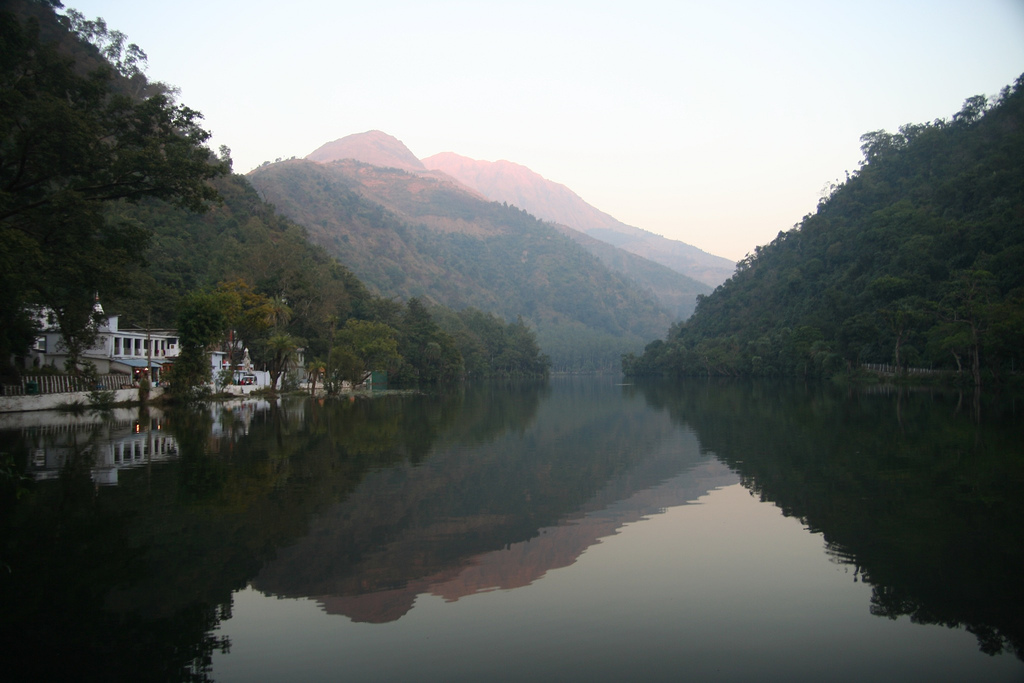
Озеро Ренука

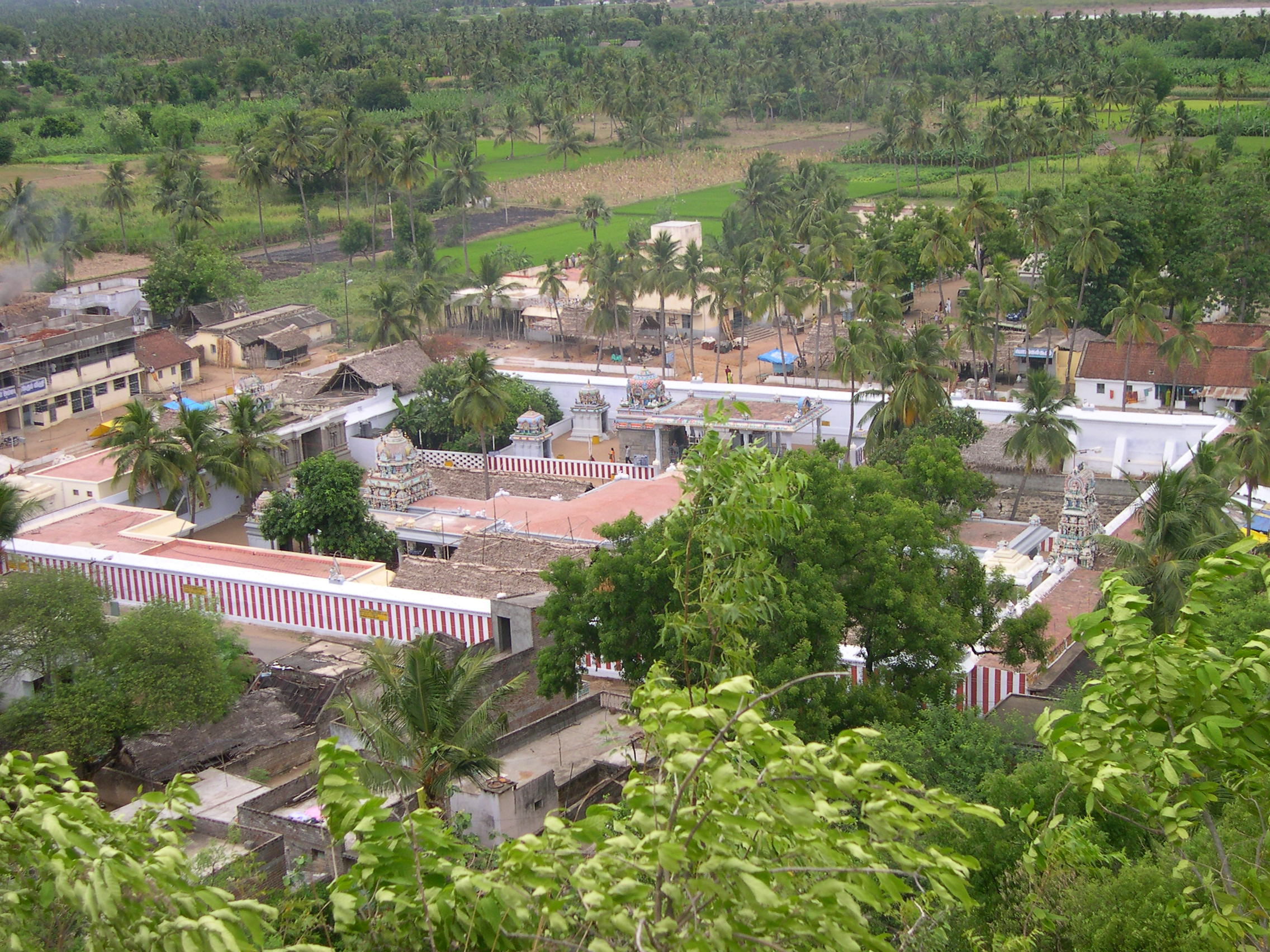
Ренугамбал Амман храм Падаведу, Тіруванамалай

Ренука озеро в Ренука Sanctuary в Хімачал-Прадеш названий на честь богині. За однією з легенд, король Сахасрарджуна (Картавірьі Арджуна) хотів  корову Камдхену з Джамадагні і Ренука. Так що для цього він убив Джамадагни і Ренука стала Саті разом з Джамадагни на Махургад, Махараштра. [www.renugambal.com] Інший потужний храм Ренука Парамешвара знаходиться У Тіручампалі поруч Сембанаркоіл Нагапатінам в районі Таміл Наду
У стародавній Шрі-Ланка, "Ренука" було ім'я молодшої богині смерті і руйнування, хоча в певний час був також символом творчості та вібрації.